# Hangaraboyanahalli, Krishnarajanagara
Hangaraboyanahalli là một làng thuộc tehsil Krishnarajanagara, huyện Mysore, bang Karnataka, Ấn Độ.